# 李中 (康熙進士)
李中（1661年—1717年），字牟山，號蔚堂，河南歸德府睢州人，清朝政治人物。

## 生平
康熙四十一年（1702年）壬午科河南鄉試第一名舉人（解元），四十八年（1709年）己丑科二甲第二十一名進士。選翰林院庶吉士，散館除名，授內閣中書，出為敘永廳同知，到任三月後卒於官。《中州先哲傳》、《睢州志》有傳。

## 家族
父李遙，順治十六年進士，當陽縣知縣。

## 著作
著有《蔚堂詩文集》，載入《中州藝文錄》卷十二。